# Hamid Berguiga
Hamid Berguiga, né le 25 avril 1974 à Ouargla, est un footballeur algérien, évoluant au poste de d'attaquant.

## Biographie
Berguiga est un attaquant formé au CRM Birkhadem, mais l'ancien président n'ayant pas voulu des joueurs natifs de Birkhadem, il part vers Saoula, fait un brève passage dans le club, avant d'opter pour l'USM El Harrach en 1998, où il évoluera trois saisons. 
Il signe à la JS Kabylie en juin 2001, avec laquelle il remporte 2 Coupe de la CAF et 2 Championnat d'Algérie. Il termine meilleur buteur du Championnat d'Algérie en 2006 avec un total de 18 buts.
Il rejoint la JSM Béjaïa (2006-2007), puis le RC Kouba en deuxième division (2007-2008) ensuite le CR Belouizdad (2008-2009). Il part ensuite en Asie pour le DPMM Brunei. Après il revient au pays pour jouer à l'ES Sétif, mais à cause de la concurrence très rude dans l'effectif, il décide en 2011 de rejoindre l'Olympique de Médéa.

## Carrière
- 1993-1997 : CRM Birkhadem  Algérie
- 1997-1998 : WRB Saoula  Algérie
- 1998-2001 : USM El Harrach  Algérie
- 2001-2006 : JS Kabylie  Algérie
- 2006-2007 : JSM Bejaïa  Algérie
- 2007-2008 : RC Kouba  Algérie
- 2008-2009 : CR Belouizdad  Algérie
- 2009 : DPMM Brunei  Brunei
- 2009-2011 : ES Sétif  Algérie
- 2011 : O. Médéa  Algérie
- 2011-2012 : RC Kouba  Algérie

### En club
| Saison                | Club                  | Championnat           | Championnat | Championnat | Coupe(s) nationale(s) | Coupe(s) nationale(s) | Compétition(s) continentale(s) | Compétition(s) continentale(s) | Compétition(s) continentale(s) | Total | Total |
| Saison                | Club                  | Division              | M.          | B.          | M.                    | B.                    | Comp.                          | M.                             | B.                             | M.    | B.    |
| 1993-1994             | CRM Bir Khadem        | 5                     | -           | -           | -                     | -                     | -                              | -                              | -                              | 0     | 0     |
| 1994-1995             | CRM Bir Khadem        | 5                     | -           | -           | -                     | -                     | -                              | -                              | -                              | 0     | 0     |
| 1995-1996             | CRM Bir Khadem        | 5                     | -           | -           | -                     | -                     | -                              | -                              | -                              | 0     | 0     |
| 1996-1997             | CRM Bir Khadem        | 5                     | -           | -           | -                     | -                     | -                              | -                              | -                              | 0     | 0     |
| Sous-total            | Sous-total            | Sous-total            | -           | -           | -                     | -                     | -                              | -                              | -                              | 0     | 0     |
| 1997-1998             | WRB Saoula            | 5                     | -           | -           | -                     | -                     | -                              | -                              | -                              | 0     | 0     |
| Sous-total            | Sous-total            | Sous-total            | -           | -           | -                     | -                     | -                              | -                              | -                              | 0     | 0     |
| 1998-1999             | USM El Harrach        | 1                     | -           | -           | -                     | -                     | -                              | -                              | -                              | 0     | 0     |
| 1999-2000             | USM El Harrach        | 2                     | -           | -           | -                     | -                     | -                              | -                              | -                              | 0     | 0     |
| 2000-2001             | USM El Harrach        | 1                     | 20          | 9           | -                     | -                     | -                              | -                              | -                              | 20    | 9     |
| Sous-total            | Sous-total            | Sous-total            | 20          | 9           | -                     | -                     | -                              | -                              | -                              | 20    | 9     |
| 2001-2002             | JS Kabylie            | 1                     | 20          | 7           | 4                     | 2                     | C3                             | 8                              | 2                              | 32    | 11    |
| 2002-2003             | JS Kabylie            | 1                     | 21          | 2           | 4                     | 1                     | -                              | 3                              | 2                              | 28    | 5     |
| 2003-2004             | JS Kabylie            | 1                     | 18          | 6           | 6                     | 2                     | -                              | -                              | -                              | 24    | 8     |
| 2004-2005             | JS Kabylie            | 1                     | 30          | 18          | 1                     | 0                     | C1                             | 2                              | 0                              | 33    | 18    |
| 2005-2006             | JS Kabylie            | 1                     | 29          | 18          | 4                     | 1                     | C1                             | 3                              | 3                              | 36    | 22    |
| Sous-total            | Sous-total            | Sous-total            | 118         | 51          | 18                    | 6                     | -                              | 16                             | 8                              | 152   | 65    |
| 2006-2007             | JSM Bejaïa            | 1                     | 25          | 9           | -                     | -                     | -                              | -                              | -                              | 25    | 9     |
| 2007-2008             | RC Kouba              | 2                     | 30          | 17          | -                     | -                     | -                              | -                              | -                              | 30    | 17    |
| 2008-2009             | CR Belouizdad         | 1                     | 12          | 4           | 1                     | 0                     | -                              | -                              | -                              | 13    | 4     |
| 2009                  | DPMM Brunei           | 1                     | 16          | 7           | -                     | -                     | -                              | -                              | -                              | 16    | 7     |
| 2009-2010             | ES Sétif              | 1                     | 8           | 2           | -                     | -                     | -                              | -                              | -                              | 8     | 2     |
| 2010-2011             | ES Sétif              | 1                     | 5           | 0           | 1                     | 0                     | -                              | -                              | -                              | 6     | 0     |
| Sous-total            | Sous-total            | Sous-total            | 13          | 2           | 1                     | 0                     | -                              | -                              | -                              | 14    | 2     |
| 2011-2012             | O. Médéa              | 2                     | -           | -           | -                     | -                     | -                              | -                              | -                              | 0     | 0     |
| 2011-2012             | RC Kouba              | 2                     | 17          | 3           | -                     | -                     | -                              | -                              | -                              | 17    | 3     |
| Total sur la carrière | Total sur la carrière | Total sur la carrière | 205         | 87          | 20                    | 6                     | -                              | 16                             | 8                              | 241   | 101   |

## Palmarès
- Vainqueur de la Coupe de la CAF en 2001 et 2002 avec la JS Kabylie.
- Champion d'Algérie en 2004 et 2006 avec la JS Kabylie.
- Vice-champion d'Algérie en 2002 et 2005 avec la JS Kabylie.
- Finaliste de la coupe d'Algérie en 2004 avec la JS Kabylie.
- Vainqueur de la coupe de la Ligue de Singapour en 2009 avec la DPMM Brunei

### Distinctions personnel
- Meilleur buteur du championnat d'Algérie en 2005 et 2006 avec la JS Kabylie.